# Yeonpyeong
Yeonpyeong ou Yeonpyeongdo (hangul : 연평도, hanja : 延坪島, île totalement plane) est un archipel de la Corée du Sud situé en mer Jaune, à 80 km à l'ouest d'Incheon
et à 12 km au sud des côtes de la province de Hwanghae du Sud, en Corée du Nord. L'île principale du groupe est Daeyeonpyeong, bien qu'elle soit simplement désignée sous le nom de Yeonpyeong, avec une superficie de 7,01 km2 et une population de 1 176 habitants (1999). La seule autre île habitée de l'archipel est Soyeonpyeong, avec une superficie de 0,24 km2.
Le groupe d'îles constitue la commune de Yeonpyeong-myeon, une des subdivisions du district d'Ongjin (Incheon, Corée du Sud).

## Histoire
Lors de la période Joseon, le groupe d'îles faisait partie de la région de Hwanghae. En 1896, lors de la réorganisation des institutions du gouvernement local, les îles firent partie du district de Haeju, issu de la province de Hwanghae.

## Disputes territoriales
Yeonpyeong se trouve près de la Northern Limit Line et à seulement 12 km des côtes de Corée du Nord. Du fait de cette position et des eaux poissonneuses environnantes, elle est au cœur de tension entre les deux gouvernements coréens. La Corée du Sud y stationne 1 000 soldats. Deux accrochages navals se sont produits à proximité de l'île en 1999 et 2002,.
Le 23 novembre 2010, l'artillerie nord-coréenne bombarde Daeyeonpyeong en riposte à « des exercices de tirs » sud-coréens et tire environ 200 obus sur l'île et ses environs faisant 4 morts (2 civils et 2 militaires) et 18 blessés, principalement militaires. Au moins cinq soldats nord-coréens meurent lors de cet échange de tirs.

## Sources
- (en) Cet article est partiellement ou en totalité issu de l’article de Wikipédia en anglais intitulé « Yeonpyeong » (voir la liste des auteurs).

## Compléments